# Plecotus kolombatovici
Вухань середземноморський (Plecotus kolombatovici) — вид рукокрилих родини Лиликові (Vespertilionidae).

## Поширення
Країни проживання: Албанія, Алжир, Хорватія, Кіпр, Греція (Крит), Італія, Ліван, Лівія, Мальта, Марокко, Сербія, Туніс, Туреччина.

## Стиль життя
Харчується у різних відкритих і напівзакритих місцях, в основному це степ, але також агроландшафти в рівнинних і гірських районах, часто на невеликих водоймах. Споживає переважно міль, але також жуків і мух. Літні сідала розташовані в основному в скелястих порожнинах, але також в темних місцях руїн, печер і будівель. Зимові сідала розташовані в будівлях, рудниках, печерах, колодязях і деревах.